# Kıyıkışla, Aydıncık
Kıyıkışla là một xã thuộc huyện Aydıncık, tỉnh Yozgat, Thổ Nhĩ Kỳ. Dân số thời điểm năm 2010 là 20 người.